# 一関市立小梨小学校
一関市立小梨小学校（いちのせきしりつ こなししょうがっこう）は、岩手県一関市千厩町にあった公立小学校。通称は梨小（なししょう）。
かつては千厩町立小梨中学校が隣接していた。

## 概要
学制の発布により1873年に開校し、児童数の減少により2018年をもって閉校した小学校である。校名に「小梨」を冠していたのは、この地区一帯を指す地名から由来している。なお、校名は勅令や設置自治体の変遷などによって9回変更している。
1889年に小梨字時ノ沢へ移転するまでは、北小梨地区の各地を転々としていた。時ノ沢への移転後は進学先の中学校である「小梨中学校」を長らく併設し、体育館やプールといった各施設は共同で利用していた。また、閉校時まで使用していた鉄筋コンクリート造の校舎を建設するまでは、同じ校舎に構えていた。

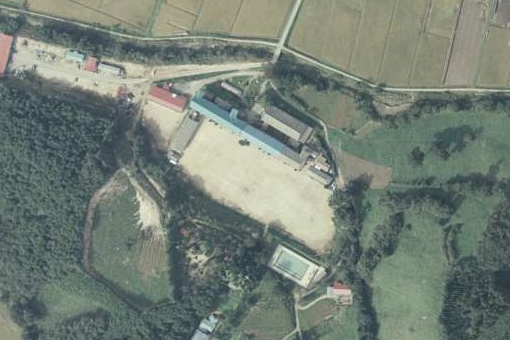
旧校舎時代の空中写真（1977年9月）

校歌は新旧2つある。旧校歌は1959年の制定で、菅原憲が作詞し、小山誠之が作曲した。このほか、尾澤喜雄が校訂を手掛けている。新校歌は旧校歌を小山嘉明が改訂したもので、南小梨小学校と統合した1987年に制定された。歌は3番まであり、学校林の「五訓之森」や小梨地区に聳える黄金山や観音山といった地域性を表す語句が含まれている。制作に携わった菅原憲、小山誠之、小山嘉明はいずれも小梨村出身で、後述する小梨中学校や南小梨小学校の校歌も手掛けている。
当校は、記録が残る1967年3月に受賞した「学校安全優良校」から閉校に至るまで何度ものコンクールや大会で受賞を果たしている。1983年2月には、「県緑化コンクール」の特選ならびに「全国環境緑化コンクール」の入選を果たし、小梨保育園との間に受賞記念碑が建てられた。付近には2000年3月に閉校した小梨中学校の閉校記念碑および校歌が記された石碑も所在していた。
閉校後、学校跡地には後述する特別養護老人ホームが立地している。

## 地区との関わり

### 五訓之森
校庭の南に構える学校林「五訓之森」は、校訓である「誠実・勤勉・自治・共同・進取」を後世に継承することを目的として1963年に設置された。整備にあたっては学区民総出で行った。地元の自治会やPTAで形成された五訓之森美化委員会によって、樹木の剪定や植樹のほか、四阿（あずまや）などの維持管理を担っている。設置以降は児童らの遊びの場・憩いの場として親しまれていた。

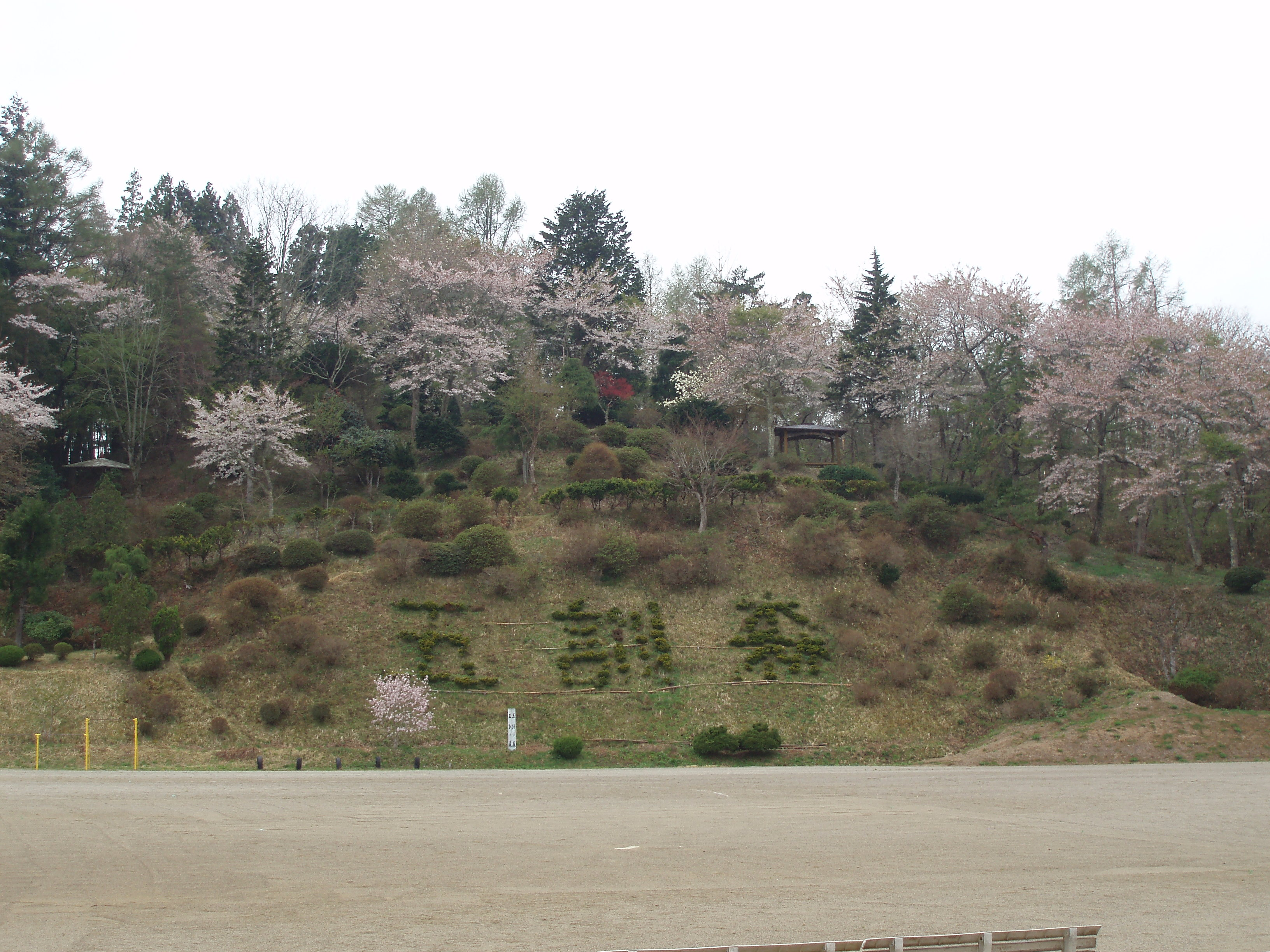
校舎側から五訓之森を望む。斜面には樹木で名称が描かれている。（閉校前）

### 郷土芸能
北小梨地区で長らく継承されている郷土芸能「小梨打ちばやし」の伝承活動に取り組んでいた。2007年の統合20周年記念を機に活動をはじめ、打ちばやしを継承する小梨芸能保存会から指導を受けていた。「通り」、「おいとこ」、「けんばやし」の3種を演奏し、4・5年生は小胴、6年生は大胴を担当した。演奏に用いる太鼓や衣装は、保存会より提供されていた。運動会のほか、千厩地域の催事などで披露していた。

## 沿革
1873年5月、小梨字大登112番地にある「明進学校」が、学制により「北小梨小学校」に改組したのが起源である。開校と同時に、南小梨村に南小梨分校（後に千厩みなみ交流センター）、釘子村に釘子分校（現：国際医療福祉専門学校一関校）、熊田倉村に熊田倉分校、清水馬場村に清水馬場分校を置いたが、その後すぐに熊田倉と清水馬場の2分校を廃止し、ほか3校は1929年までに独立した。現在地に移転して使用された初代校舎は木造平屋建て（別棟は2階建て）となっており、1935年12月、1950年、1957年9月にそれぞれ教室や講堂を増築した。
1979年、2代目の校舎として鉄筋コンクリート造の2階建て（一部4階建て）を建設し、それまで校舎西半分に小梨中学校を併設していたが、独立校舎となった。1987年3月には元分校の南小梨小学校と新設統合し、4月から新制の小梨小学校となった。以後、南小梨小学校区の児童はスクールバスで通学することとなった。なお、南小梨小学校はのちに大規模改修を施し、1992年から市営の宿泊交流施設「千厩みなみ交流センター」に転用されていたが、老朽化に伴い2025年3月30日に閉館した。
2018年4月をもって千厩地域の全ての小学校（千厩・奥玉・清田・磐清水）と共に、新制の一関市立千厩小学校へ統合された。145年の歴史に幕を閉じ、延べ5,700人ほどの児童を送り出した。閉校後、同年7月には体育館にて熱気球イベントを、2020年6月には解体される校舎を一般開放してお別れ会を開催した。
2021年には校舎や体育館、プールをはじめとした施設一帯が解体され、跡地には社会福祉法人千厩寿慶会の「特別養護老人ホーム五訓の森」の建設が2022年夏から始まった。建設に際し、記念碑は訓庭園へ移設された。施設は2023年4月に開所した。

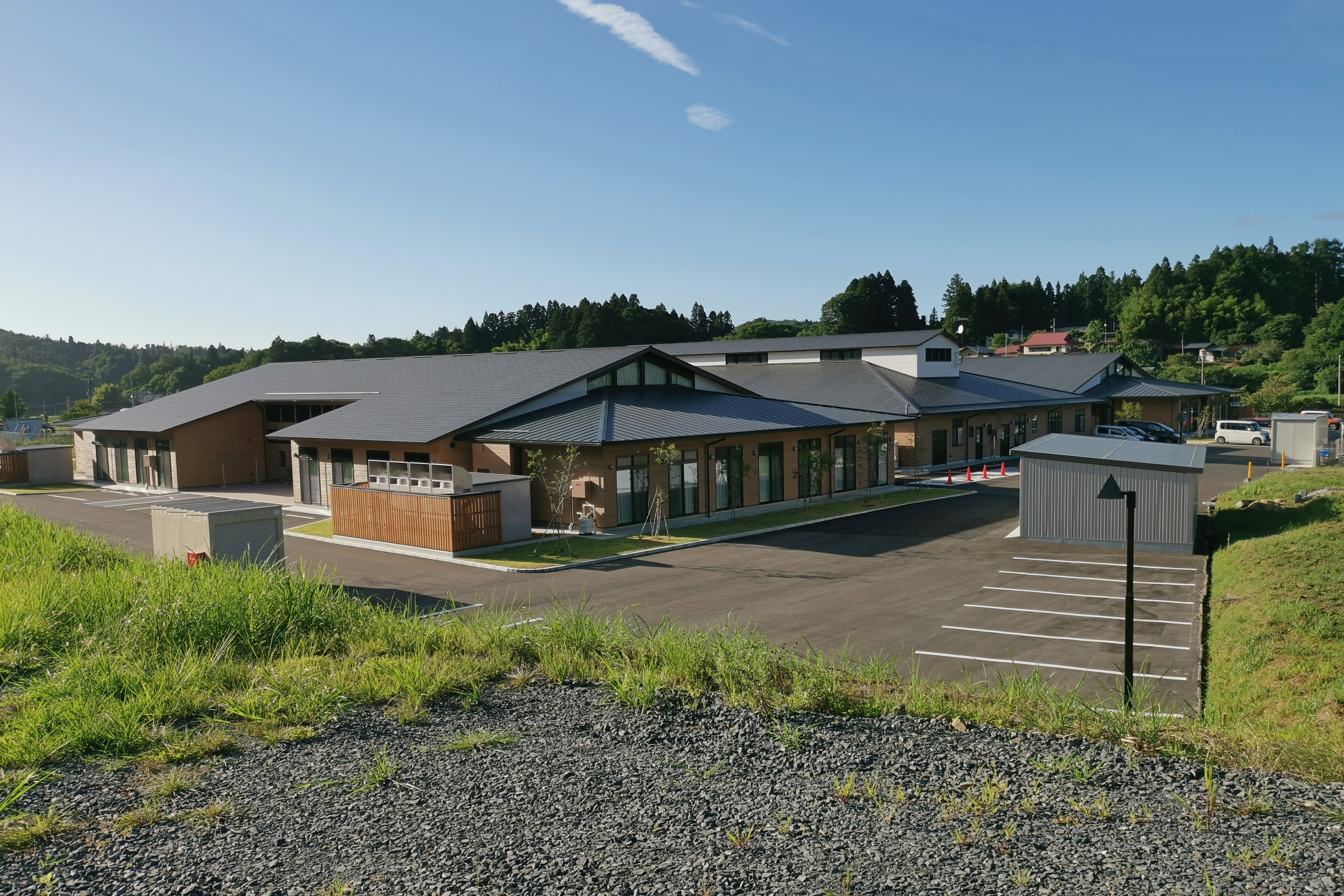
特別養護老人ホーム五訓の森（裏手から望む、2023年8月）

### 年表

#### 旧・小梨小学校
- 1873年（明治6年）
  - 5月10日 - 学制発布に伴い、小梨学校[注 2]として北小梨村大登（現：小梨字大登）に開校[18][16]。
  - 5月 - 南小梨村の御嶽神社そば（現：小梨字西ノ前）に南小梨分校を開設[18]。釘子村に釘子分校を開設[17]。
  - 熊田倉村の熊野神社（現：清田字内野97番地）に熊田倉分校を開設[18]。
  - 清水馬場村の小野寺家（現：清田字川前）に清水馬場分校を開設[28]。
- 1875年（明治8年）以前 - 熊田倉分校を廃止[29][27]。
- 1877年頃（明治10年頃） - 「大登学校」に改称[28]。
- 1877年（明治10年）
  - 7-8月頃 - 小梨字舘前81番地の洞雲寺に移転[28]。
  - 小梨字猫沢の西城家に移転[28]。
- 1878年（明治11年）以前 - 清水馬場分校を廃止[29][27]。
- 1880年（明治13年）4月 - 南小梨分校が「南小梨小学校」として独立[30]。
- 1884年（明治17年）11月2日 - 小梨字大浜の佐藤家に移転[30]。
- 1886年（明治19年）12月 - 第一次小学校令施行に伴い、「大登尋常小学校」に改称[17]。
- 1892年（明治25年）5月 - 「北小梨尋常小学校」に改称[17]。
- 1893年（明治26年）7月 - 校舎を増築[17]。
- 1899年（明治32年）1月 - 小梨字時ノ沢109番地の2に校舎を落成し、移転[31]。
- 1901年（明治34年）4月 - 高等科を開設し、「小梨村立北小梨尋常高等小学校」に改称[32]。
- 1904年（明治37年）4月 - 「小梨村立小梨尋常高等小学校」に改称[17]。
- 1906年（明治39年）4月1日 - 小梨農業補修学校を併設[33]。
- 1907年（明治40年） - 校訓「五訓」を制定[34]。
- 1908年（明治41年）4月 - 南小梨尋常小学校と清田尋常小学校を統合し、「南小梨分教場」「清田分教場」に移行[35]。
- 1924年（大正13年）10月 - 石柱の校門を設置[17]。
- 1926年（大正15年）7月1日 - 青年訓練所令施行に伴い、小梨村青年訓練所を併設[33]。
- 1929年（昭和4年）4月1日 - 南小梨分教場と清田分教場がそれぞれ「南小梨尋常小学校」「清田尋常小学校」として独立[36][37]。
- 1935年（昭和10年）
  - 7月1日 - 青年学校令施行に伴い、小梨村立小梨青年学校[38]を併設[39]。
  - 12月 - 木造の新校舎を落成[40][17]。
- 1941年（昭和16年）4月 - 国民学校令施行に伴い、「小梨村立小梨国民学校」に改称[17]。
- 1947年（昭和22年）
  - 3月 - 小梨青年学校を廃止[17]。
  - 4月 - 学校教育法施行に伴い、「小梨村立小梨小学校」に改称[41]。
- 1948年（昭和23年）4月1日 - 父母と先生の会（現：PTA）を結成[42]。
- 1950年（昭和25年）12月 - 講堂を落成[43]。
- 1953年（昭和28年）4月 - 図書館を設置[43]。
- 1955年（昭和30年）4月 - 学校林を設置[41]。
- 1956年（昭和31年）9月30日 - 町村合併に伴い、「千厩町立小梨小学校」に改称[41]。
- 1957年（昭和32年）
  - 9月 - 校舎を増改築[41]。
  - 学校図書館が県より表彰[44]。
- 1959年（昭和34年）11月 - 校歌を制定（作詞：菅原憲、作曲：小山誠之、校訂：尾澤喜雄）[6]。
- 1960年（昭和35年） - 牛乳給食を開始[41]。
- 1962年（昭和37年）10月 - みそ汁給食を開始[44]。
- 1963年（昭和38年）
  - 4月 - 学校林「五訓之森」を設置[41]。
  - ミルク給食を開始[44]。
- 1965年（昭和40年）6月 - 校旗を制定[41]。
- 1969年（昭和44年）9月 - 学校園「訓庭園」を設置[41]。
- 1970年（昭和45年）7月 - PTAが簡易水泳場を整備[44]。
- 1973年（昭和48年）7月28日 - 小梨中学校との共同プールを落成[41]。
- 1975年（昭和50年）5月1日 - 千厩町学校給食センターの設置にあわせ、完全給食を開始[3][45]。
- 1979年（昭和54年）
  - 3月 - 新校舎を落成[41]。
  - 7月3日 - 体育館を落成[46]。
  - 10月13日 - 校舎・体育館の落成式典を挙行[41][46]。
- 1980年（昭和55年）11月 - 遊具と国旗掲揚塔を設置[41]。
- 1981年（昭和56年）4月 - 県より「学校保健安全優良校」を受賞[47]。
- 1983年（昭和58年）2月 - 岩手県学校環境緑化コンクールにて特選を受賞。全日本学校環境緑化コンクールにて入選[47]。
- 1986年（昭和61年）1月 - 県歯科医師会より「よい歯の学校」を受賞[47]。
- 1987年（昭和62年）
  - 1月 - 県より「学校環境衛生優良校」を受賞[47]。
  - 3月31日 - 南小梨小学校との新設統合に伴い、閉校[47][4]。

#### 新・小梨小学校
- 1987年（昭和62年）
  - 4月1日 - 新制の小梨小学校として開校。南小梨地区を対象にスクールバスを運行開始[47][4]。新校歌を制定（作詞：小山嘉明、作曲：小山誠之）[5][44]。
  - 10月 - 小さな親切の実行賞を受賞[47]。JRC（青少年赤十字）に登録[44]。
- 1988年（昭和63年）11月 - 県歯科医師会より「よい歯の学校」を受賞[47]。
- 1993年（平成5年）4月 - 岩手県と千厩町より福祉教育協力校に指定[47]。
- 1996年（平成8年）10月 - 東磐井郡安全協議会より「交通安全優良校」を受賞[47]。
- 1999年（平成11年）4月 - 県より環境教育推進校に指定[47]。
- 2000年（平成12年）3月31日 - 隣接する小梨中学校が閉校[48]。
- 2003年（平成15年）11月 - 一茶祭りの「全国青少年教化協議会賞」を受賞[49]。
- 2004年（平成16年）
  - 8月 - 読書活動が岩手県PTA連合会団体から表彰[49]。
  - 12月 - 東磐井地区教育事務協議会より読書活動フロンティアスクールに指定[49]。
- 2005年（平成17年）9月20日 - 市町村合併に伴い、「一関市立小梨小学校」に改称[49]。
- 2006年（平成18年）10月 - 岩手県読書活動フロンティアスクールに指定[49]。
- 2008年（平成20年）4月 - 読書活動優秀実践校として「文部科学大臣賞」を受賞[49][50]。
- 2009年（平成21年）4月 - 小さな親切の実行賞を受賞[49]。
- 2011年（平成23年）3月11日 - 東北地方太平洋沖地震により各所が被災[51]。
- 2012年（平成24年）
  - 4月1日 - 複式学級と特別支援学級（知的障がい児、学級名：にじいろ学級）を開設[49]。
  - 8月 - 福島第一原子力発電所事故による放射能汚染の校庭除染作業を実施[49]。
- 2016年（平成28年）
  - 1月 - 県歯科医師会より「岩手県学校歯科保健優良賞」を受賞[49]。
  - 4月1日 - 特別支援学級（情緒障がい児、学級名：そらいろ学級）を開設[49]。
  - 12月 - 県歯科医師会より「岩手県学校歯科保健優良賞」を受賞[49]。
- 2017年（平成29年）
  - 5月 - 全日本学校関係緑化コンクール学校林等活動の部に入選[49][52]。
  - 12月 - 県歯科医師会より「岩手県学校歯科保健優良賞」を受賞[49]。
- 2018年（平成30年）
  - 3月18日 - 閉校式・閉校記念碑の除幕式・思い出を語る会を開催[4][53]。記念碑を訓庭園に設置[54]。
  - 3月31日 - 新制の一関市立千厩小学校への統合に伴い、閉校[23]。

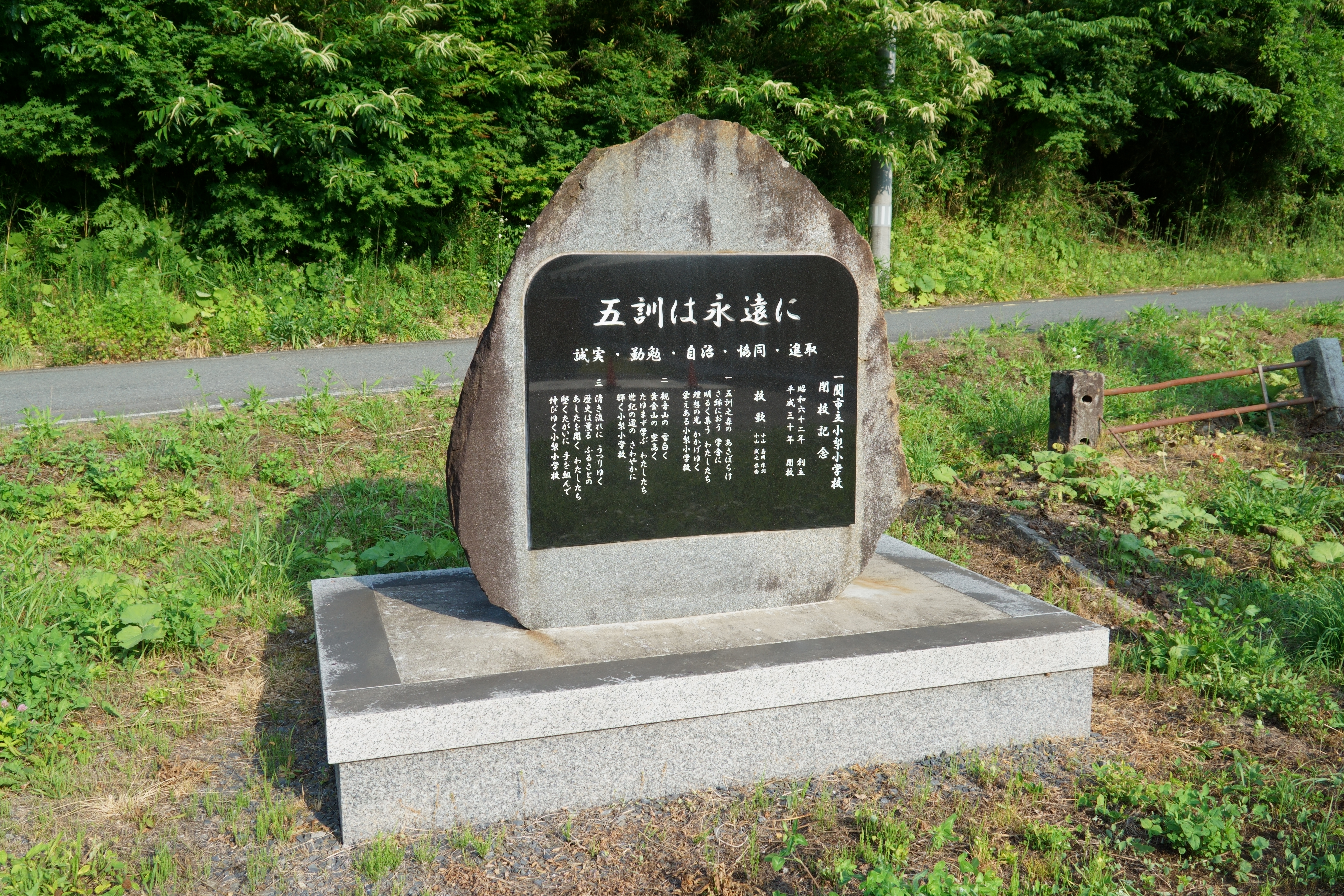
閉校記念碑（2024年6月）

#### 閉校後
- 2020年（令和2年）6月28日 - 校舎を一般開放し、旧小梨小学校お別れ会を開催[25]。
- 2021年（令和3年） - 校舎・体育館・プールなどを解体[2]。
- 2022年（令和4年）6月 - 五訓之森頂上の四阿を建て替え[55]。
- 2023年（令和5年）4月 - 跡地に「特別養護老人ホーム五訓の森」が開所[9]。

## 教育目標
- 知 - よく考え 進んで学ぶ子（自治・進取）
- 徳 - 思いやり 助け合う子（協同・誠実）
- 体 - 明るく たくましい子（勤勉）

### 特色ある教育活動
- 校風づくりを考慮した教育活動

一人一チャンピオンの取組み、縦割り班を活用した異学年交流の推進、ことばの力の育成（俳句作りや言語環境の整備）、読書活動の推進
- 学力向上に向けて

「話す・聞く」の言語環境の充実を目指した授業展開、授業と連動した家庭学習の充実、年4回のスタディ―ウィーク（家庭学習強化週間）の取組み
- PTA・地域との連携を密にした開かれた学校づくり

フリー参観の実施、ふるさと交流会での祖父母交流、伝統芸能「うちばやし」の伝承
出典：

## 学校活動
主な学校行事。
1学期
- 4月 - 新任式、始業式、入学式、一年生を迎える会、交通安全教室、家庭訪問
- 5月 - 運動会
- 6月 - 修学旅行（6年生）
- 7月 - 終業式（夏休み）

2学期
- 8月 - 始業式
- 9月 - 一関地方陸上競技大会、宿泊学習（5年生）
- 10月 - 学習発表会
- 11月 - 校内マラソン大会
- 12月 - 終業式（冬休み）

3学期
- 1月 - 始業式、スケート教室
- 2月 - なし
- 3月 - 6年生を送る会、修了式、卒業式（春休み）、離任式

## 施設概要
主な施設。
- 校舎 - 1979年竣工の鉄筋コンクリート造2階建て[41][2]。延床面積は1,831.79平方メートル[2]。
- 体育館 - 1979年竣工の鉄骨一部鉄筋コンクリート造平屋建て[46][2]。延床面積は706.02平方メートル[2]。
- プール - 1973年竣工の鉄筋コンクリート造[41][2]。延床面積は728平方メートル[2]。
- 校庭 - 7,844平方メートル[1]。
- 五訓之森（学校林）
- 訓庭園（学校園）

体育館・プール・五訓之森などは、2000年まで小梨中学校と共用していた。

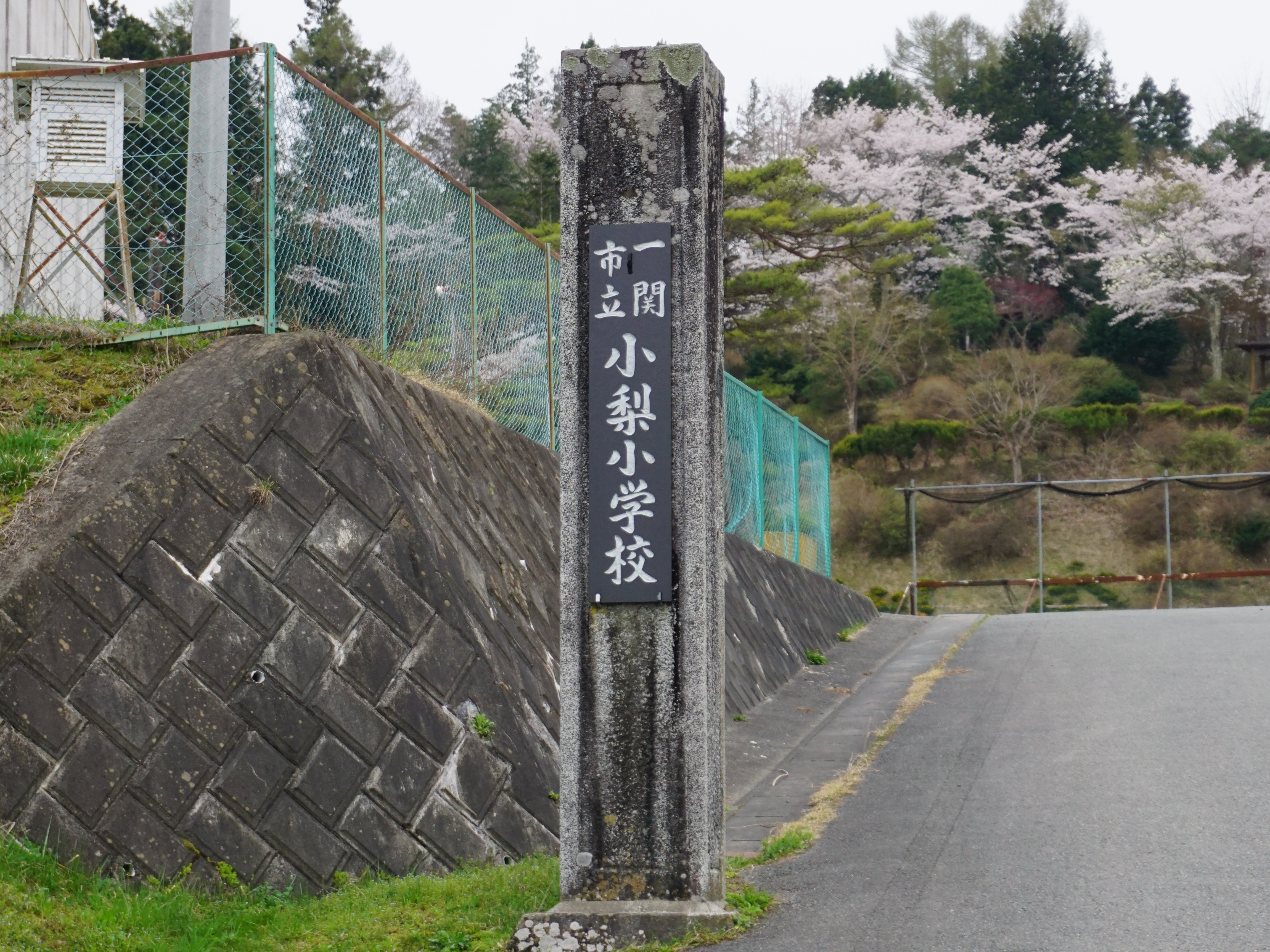
校門（2016年4月）

## 児童・学級数
1874年度以降の児童数と学級数の推移。1874年度から1877年度、1893年度から1905年度、1908年度から1910年度、1936年度以降は毎年度掲載。
児童数は、統計が残る中では1945年度の411人が最多である。のちに高等科が中学校へ改組されたことで200人強まで減少したものの、1958年度に294人まで増加している。その後1965年度を境に減少に転じ、1978年度からは100人前後を推移していた。1987年に南小梨小学校と統合して以降は少子化や過疎化によって減少し続け、2005年度には100人を割った。その後も減少は止まらず、2016年度には40人を記録した。児童の減少を受けて2012年度からは複式学級が発生し、閉校時まで解消することはなかった。
| 年度 | 児童数                            | 増減                              | 学級数                            | 増減                              | 出典                              | 備考                              |
| 旧・小梨小学校（1873年 - 1987年）                                                                        | 旧・小梨小学校（1873年 - 1987年） | 旧・小梨小学校（1873年 - 1987年） | 旧・小梨小学校（1873年 - 1987年） | 旧・小梨小学校（1873年 - 1987年） | 旧・小梨小学校（1873年 - 1987年） | 旧・小梨小学校（1873年 - 1987年） |
| --- | --------------------------------- | --------------------------------- | --------------------------------- | --------------------------------- | --------------------------------- | --------------------------------- |
| 1874（明治7）年度                                                                                        | 244                               |                                   | 不明                              | 不明                              | [ 58 ]                            | 児童数は3分校含む                 |
| 1875（明治8）年度                                                                                        | 72                                |                                   | 不明                              | 不明                              | [ 59 ]                            |                                   |
| 1876（明治9）年度                                                                                        | 71                                | －1                               | 不明                              | 不明                              | [ 16 ]                            |                                   |
| 1877（明治10）年度                                                                                       | 78                                | 7                                 | 3                                 |                                   | [ 60 ]                            |                                   |
| 1881（明治14）年度                                                                                       | 50                                | －28                              | 不明                              | 不明                              | [ 61 ]                            |                                   |
| 1893（明治26）年度                                                                                       | 93                                | 43                                | 不明                              | 不明                              | [ 62 ]                            |                                   |
| 1894（明治27）年度                                                                                       | 101                               | 8                                 | 不明                              | 不明                              | [ 63 ]                            |                                   |
| 1895（明治28）年度                                                                                       | 107                               | 6                                 | 不明                              | 不明                              | [ 63 ]                            |                                   |
| 1896（明治29）年度                                                                                       | 125                               | 18                                | 不明                              | 不明                              | [ 63 ]                            |                                   |
| 1897（明治30）年度                                                                                       | 126                               | 1                                 | 不明                              | 不明                              | [ 63 ]                            |                                   |
| 1898（明治31）年度                                                                                       | 118                               | －8                               | 不明                              | 不明                              | [ 63 ]                            |                                   |
| 1899（明治32）年度                                                                                       | 119                               | 1                                 | 不明                              | 不明                              | [ 63 ]                            |                                   |
| 1900（明治33）年度                                                                                       | 127                               | 8                                 | 不明                              | 不明                              | [ 63 ]                            |                                   |
| 1901（明治34）年度                                                                                       | 209                               | 82                                | 不明                              | 不明                              | [ 63 ]                            | 高等科併設                        |
| 1902（明治35）年度                                                                                       | 244                               | 35                                | 不明                              | 不明                              | [ 63 ]                            |                                   |
| 1903（明治36）年度                                                                                       | 244                               | 0                                 | 不明                              | 不明                              | [ 63 ]                            |                                   |
| 1904（明治37）年度                                                                                       | 253(134)                          | 134                               | 不明                              | 不明                              | [ 62 ]                            |                                   |
| 1905（明治38）年度                                                                                       | 258(147)                          | 5                                 | 不明                              | 不明                              | [ 62 ]                            |                                   |
| 1908（明治41）年度                                                                                       | 290(76)                           | 32                                | 不明                              | 不明                              | [ 62 ]                            | 2分教場開設                       |
| 1909（明治42）年度                                                                                       | 439                               | 149                               |                                   |                                   | [ 63 ]                            | 分教場分含む                      |
| 1910（明治43）年度                                                                                       | 435                               | －4                               | 6(2)                              |                                   | [ 64 ] [ 65 ]                     | 学級数は本校のみ                  |
| 1918（大正7）年度                                                                                        | 236(57)                           |                                   | 6(2)                              | 0                                 | [ 62 ] [ 66 ]                     |                                   |
| 1922（大正11）年度                                                                                       | 219(68)                           | －17                              | 6(2)                              | 0                                 | [ 62 ] [ 67 ]                     |                                   |
| 1925（大正14）年度                                                                                       | 167(33)                           | －52                              |                                   |                                   | [ 62 ]                            |                                   |
| 1926（大正15）年度                                                                                       |                                   |                                   | 9                                 |                                   | [ 68 ]                            | 高等科分含む                      |
| 1930（昭和5）年度                                                                                        | 296(97)                           |                                   |                                   |                                   | [ 62 ]                            |                                   |
| 1931（昭和6）年度                                                                                        | 287(74)                           | －9                               | 6(2)                              |                                   | [ 69 ]                            |                                   |
| 1933（昭和8）年度                                                                                        | 321(109)                          | 34                                | 6(2)                              | 0                                 | [ 70 ]                            |                                   |
| 1934（昭和9）年度                                                                                        | 327(107)                          | 6                                 | 7(2)                              | 1                                 | [ 71 ]                            |                                   |
| 1936（昭和11）年度                                                                                       | 342(112)                          | 15                                | 8(2)                              | 1                                 | [ 72 ]                            |                                   |
| 1937（昭和12）年度                                                                                       | 348(115)                          | 6                                 | 8(2)                              | 0                                 | [ 73 ]                            |                                   |
| 1938（昭和13）年度                                                                                       | 371(127)                          | 23                                | 8(2)                              | 0                                 | [ 74 ]                            |                                   |
| 1939（昭和14）年度                                                                                       | 375(131)                          | 4                                 | 8(2)                              | 0                                 | [ 75 ]                            |                                   |
| 1940（昭和15）年度                                                                                       | 407(152)                          | 32                                |                                   |                                   | [ 62 ]                            |                                   |
| 1941（昭和16）年度                                                                                       | 396                               | －11                              |                                   |                                   | [ 63 ]                            |                                   |
| 1942（昭和17）年度                                                                                       | 380                               | －16                              |                                   |                                   | [ 63 ]                            |                                   |
| 1943（昭和18）年度                                                                                       | 386                               | 6                                 |                                   |                                   | [ 63 ]                            |                                   |
| 1944（昭和19）年度                                                                                       | 402                               | 16                                |                                   |                                   | [ 63 ]                            |                                   |
| 1945（昭和20）年度                                                                                       | 411(152)                          | 9                                 |                                   |                                   | [ 62 ]                            |                                   |
| 1946（昭和21）年度                                                                                       | 376                               | －35                              |                                   |                                   | [ 76 ]                            |                                   |
| 1947（昭和22）年度                                                                                       | 247                               | －129                             | 6                                 |                                   | [ 42 ]                            | 6・3制施行                        |
| 1948（昭和23）年度                                                                                       | 252                               | 5                                 |                                   |                                   | [ 76 ]                            |                                   |
| 1949（昭和24）年度                                                                                       | 241                               | －11                              | 6                                 |                                   | [ 76 ] [ 77 ]                     |                                   |
| 1950（昭和25）年度                                                                                       | 240                               | －1                               |                                   |                                   | [ 62 ]                            |                                   |
| 1951（昭和26）年度                                                                                       | 231                               | －9                               |                                   |                                   | [ 78 ]                            |                                   |
| 1952（昭和27）年度                                                                                       | 231                               | 0                                 |                                   |                                   | [ 76 ]                            |                                   |
| 1953（昭和28）年度                                                                                       | 235                               | 4                                 |                                   |                                   | [ 76 ]                            |                                   |
| 1954（昭和29）年度                                                                                       | 242                               | 7                                 |                                   |                                   | [ 76 ]                            |                                   |
| 1955（昭和30）年度                                                                                       | 273                               | 31                                | 6                                 |                                   | [ 78 ] [ 79 ]                     |                                   |
| 1956（昭和31）年度                                                                                       | 287                               | 14                                |                                   |                                   | [ 76 ]                            |                                   |
| 1957（昭和32）年度                                                                                       | 292                               | 5                                 | 8                                 |                                   | [ 80 ]                            |                                   |
| 1958（昭和33）年度                                                                                       | 294                               | 2                                 | 8                                 | 0                                 | [ 80 ]                            |                                   |
| 1959（昭和34）年度                                                                                       | 292                               | －2                               | 8                                 | 0                                 | [ 80 ]                            |                                   |
| 1960（昭和35）年度                                                                                       | 280                               | －14                              | 8                                 | 0                                 | [ 80 ]                            |                                   |
| 1961（昭和36）年度                                                                                       | 247                               | －33                              | 7                                 | －1                               | [ 80 ]                            |                                   |
| 1962（昭和37）年度                                                                                       | 226                               | －21                              | 6                                 | －1                               | [ 80 ]                            |                                   |
| 1963（昭和38）年度                                                                                       | 228                               | 2                                 | 6                                 | 0                                 | [ 80 ]                            |                                   |
| 1964（昭和39）年度                                                                                       | 218                               | －10                              | 6                                 | 0                                 | [ 80 ]                            |                                   |
| 1965（昭和40）年度                                                                                       | 229                               | 11                                | 6                                 | 0                                 | [ 78 ] [ 81 ]                     |                                   |
| 1966（昭和41）年度                                                                                       | 220                               | －9                               | 6                                 | 0                                 | [ 82 ] [ 83 ]                     |                                   |
| 1967（昭和42）年度                                                                                       | 214                               | －6                               | 6                                 | 0                                 | [ 76 ] [ 84 ]                     |                                   |
| 1968（昭和43）年度                                                                                       | 208                               | －6                               | 6                                 | 0                                 | [ 85 ]                            |                                   |
| 1969（昭和44）年度                                                                                       | 194                               | －14                              | 6                                 | 0                                 | [ 86 ]                            |                                   |
| 1970（昭和45）年度                                                                                       | 185                               | －9                               | 6                                 | 0                                 | [ 87 ]                            |                                   |
| 1971（昭和46）年度                                                                                       | 157                               | －28                              | 6                                 | 0                                 | [ 88 ]                            |                                   |
| 1972（昭和47）年度                                                                                       | 145                               | －12                              | 6                                 | 0                                 | [ 89 ]                            |                                   |
| 1973（昭和48）年度                                                                                       | 141                               | －4                               | 6                                 | 0                                 | [ 62 ] [ 90 ]                     |                                   |
| 1974（昭和49）年度                                                                                       | 128                               | －13                              | 6                                 | 0                                 | [ 91 ]                            |                                   |
| 1975（昭和50）年度                                                                                       | 127                               | －1                               | 6                                 | 0                                 | [ 92 ]                            |                                   |
| 1976（昭和51）年度                                                                                       | 117                               | －10                              | 6                                 | 0                                 | [ 93 ]                            |                                   |
| 1977（昭和52）年度                                                                                       | 113                               | －4                               | 6                                 | 0                                 | [ 94 ]                            |                                   |
| 1978（昭和53）年度                                                                                       | 99                                | －14                              | 6                                 | 0                                 | [ 95 ]                            |                                   |
| 1979（昭和54）年度                                                                                       | 96                                | －3                               | 6                                 | 0                                 | [ 96 ]                            |                                   |
| 1980（昭和55）年度                                                                                       | 96                                | 0                                 | 6                                 | 0                                 | [ 97 ]                            |                                   |
| 1981（昭和56）年度                                                                                       | 89                                | －7                               | 6                                 | 0                                 | [ 98 ]                            |                                   |
| 1982（昭和57）年度                                                                                       | 92                                | 3                                 | 6                                 | 0                                 | [ 99 ]                            |                                   |
| 1983（昭和58）年度                                                                                       | 89                                | －3                               | 6                                 | 0                                 | [ 100 ]                           |                                   |
| 1984（昭和59）年度                                                                                       | 98                                | 9                                 | 6                                 | 0                                 | [ 101 ]                           |                                   |
| 1985（昭和60）年度                                                                                       | 100                               | 2                                 | 6                                 | 0                                 | [ 102 ]                           |                                   |
| 1986（昭和61）年度                                                                                       | 102                               | 2                                 | 6                                 | 0                                 | [ 103 ]                           |                                   |
| 新・小梨小学校（1987年 - 2018年）                                                                        |                                   |                                   |                                   |                                   |                                   |                                   |
| 1987（昭和62）年度                                                                                       | 151                               | 49                                | 6                                 | 0                                 | [ 49 ]                            | 新制小梨小開校                    |
| 1988（昭和63）年度                                                                                       | 153                               | 2                                 | 6                                 | 0                                 | [ 49 ]                            |                                   |
| 1989（平成元）年度                                                                                       | 158                               | 5                                 | 6                                 | 0                                 | [ 49 ]                            |                                   |
| 1990（平成2）年度                                                                                        | 151                               | －7                               | 6                                 | 0                                 | [ 49 ]                            |                                   |
| 1991（平成3）年度                                                                                        | 152                               | 1                                 | 6                                 | 0                                 | [ 49 ]                            |                                   |
| 1992（平成4）年度                                                                                        | 139                               | －13                              | 6                                 | 0                                 | [ 49 ]                            |                                   |
| 1993（平成5）年度                                                                                        | 133                               | －6                               | 6                                 | 0                                 | [ 49 ]                            |                                   |
| 1994（平成6）年度                                                                                        | 133                               | 0                                 | 6                                 | 0                                 | [ 49 ]                            |                                   |
| 1995（平成7）年度                                                                                        | 125                               | －8                               | 6                                 | 0                                 | [ 49 ]                            |                                   |
| 1996（平成8）年度                                                                                        | 126                               | 1                                 | 6                                 | 0                                 | [ 49 ]                            |                                   |
| 1997（平成9）年度                                                                                        | 120                               | －6                               | 6                                 | 0                                 | [ 49 ]                            |                                   |
| 1998（平成10）年度                                                                                       | 131                               | 11                                | 6                                 | 0                                 | [ 49 ]                            |                                   |
| 1999（平成11）年度                                                                                       | 129                               | －2                               | 6                                 | 0                                 | [ 49 ]                            | 中学校閉校                        |
| 2000（平成12）年度                                                                                       | 123                               | －6                               | 6                                 | 0                                 | [ 104 ]                           |                                   |
| 2001（平成13）年度                                                                                       | 127                               | 4                                 | 6                                 | 0                                 | [ 105 ]                           |                                   |
| 2002（平成14）年度                                                                                       | 123                               | －4                               | 6                                 | 0                                 | [ 106 ]                           |                                   |
| 2003（平成15）年度                                                                                       | 104                               | －19                              | 6                                 | 0                                 | [ 107 ]                           |                                   |
| 2004（平成16）年度                                                                                       | 103                               | －1                               | 6                                 | 0                                 | [ 108 ]                           |                                   |
| 2005（平成17）年度                                                                                       | 97                                | －6                               | 6                                 | 0                                 | [ 109 ]                           |                                   |
| 2006（平成18）年度                                                                                       | 92                                | －5                               | 6                                 | 0                                 | [ 110 ]                           |                                   |
| 2007（平成19）年度                                                                                       | 92                                | 0                                 | 6                                 | 0                                 | [ 111 ]                           |                                   |
| 2008（平成20）年度                                                                                       | 85                                | －7                               | 6                                 | 0                                 | [ 112 ]                           |                                   |
| 2009（平成21）年度                                                                                       | 81                                | －4                               | 6                                 | 0                                 | [ 113 ]                           |                                   |
| 2010（平成22）年度                                                                                       | 70                                | －11                              | 6                                 | 0                                 | [ 114 ]                           |                                   |
| 2011（平成23）年度                                                                                       | 58                                | －12                              | 6                                 | 0                                 | [ 115 ]                           |                                   |
| 2012（平成24）年度                                                                                       | 58(2)                             | 0                                 | 6(1)                              | 0                                 | [ 57 ]                            | 複式・特別支援学級設置            |
| 2013（平成25）年度                                                                                       | 54(3)                             | －4                               | 6(1)                              | 0                                 | [ 57 ]                            |                                   |
| 2014（平成26）年度                                                                                       | 50(3)                             | －4                               | 6(1)                              | 0                                 | [ 57 ]                            |                                   |
| 2015（平成27）年度                                                                                       | 48(4)                             | －2                               | 5(1)                              | －1                               | [ 57 ]                            |                                   |
| 2016（平成28）年度                                                                                       | 40(5)                             | －8                               | 5(2)                              | 0                                 | [ 57 ]                            |                                   |
| 2017（平成29）年度                                                                                       | 44(5)                             | 4                                 | 6(2)                              | 1                                 | [ 57 ]                            | 閉校                              |
| ※児童数・学級数内の括弧は、 1939年度以前は高等科分（内数）、2012年度以降は特別支援児童・学級数（内数）。 |                                   |                                   |                                   |                                   |                                   |                                   |

## 学区
- 一関市のうち千厩町小梨の全域[116]

## 進学先の中学校
- 千厩町立小梨中学校（千厩町小梨） - 1947年度から1999年度
- 一関市立千厩中学校（千厩町千厩） - 2000年度以降[116]

## アクセス
一関市立小梨保育園のそばに位置していた。

### 鉄道
- 小梨駅（JR東日本・大船渡線）から車で約6分、徒歩で約60分

### デマンドタクシー
- 「堂ケ崎」バス停（西宗タクシー・北小梨線）から徒歩で約3分

### 自動車
- 国道284号（千厩バイパス）前田交差点から市道経由で約6分

## 周辺
- 一関市立小梨保育園
- 一関市国民健康保険千厩歯科診療所
- 一関市 小梨市民センター
- 千厩警察署小梨駐在所